# All the Right Wrongs
All the Right Wrongs är debut EP av den amerikanska sångerskan Emily Osment. Det släpptes den 26 oktober 2009, på Wind-up Records . EP debuterade som nummer 117 på Billboard 200, och som nummer ett på Heatseekers albumlista för 17 november 2009.  Det har släppt två singlar. "All the Way Up" och "You're The Only One".

## Låtlista
| Nr | Låt                           | Låtskrivare                             | Längd |
| -- | ----------------------------- | --------------------------------------- | ----- |
| 1. | "All the Way Up"              | Anthony Fagenson, James Maxwell Collins | 3:12  |
| 2. | "Average Girl"                | Thomas Higgenson                        | 3:27  |
| 3. | "Found Out About You"         | Mattew Bair, Tim Pagnotta               | 3:25  |
| 4. | "I Hate the Homecoming Queen" | Anthony Fagenson, James Maxwell Collins | 2:48  |
| 5. | "You Are the Only One"        | Anthony Fagenson, James Maxwell Collins | 2:57  |
| 6. | "What About Me"               | Mattew Bair                             | 3:42  |
|    |                               | Totalt                                  | 19:45 |